# Adelphomyia apoana
Adelphomyia apoana är en tvåvingeart som beskrevs av Alexander 1931. Adelphomyia apoana ingår i släktet Adelphomyia och familjen småharkrankar. Inga underarter finns listade i Catalogue of Life.